# Nedre Flyn (Frostvikens socken, Jämtland)
Nedre Flyn är en sjö i Strömsunds kommun i Jämtland och ingår i Ångermanälvens huvudavrinningsområde. Sjön har en area på 0,319 kvadratkilometer och ligger 460,5 meter över havet. Sjön avvattnas av vattendraget Faxälven.

## Delavrinningsområde
Nedre Flyn ingår i det delavrinningsområde (719904-142406) som SMHI kallar för Utloppet av Nedre Flyn. Medelhöjden är 630 meter över havet och ytan är 8,24 kvadratkilometer. Räknas de 39 avrinningsområdena uppströms in blir den ackumulerade arean 360,63 kvadratkilometer. Faxälven som avvattnar avrinningsområdet har biflödesordning 2, vilket innebär att vattnet flödar genom totalt 2 vattendrag innan det når havet efter 361 kilometer. Avrinningsområdet består mestadels av skog (91 procent). Avrinningsområdet har 0,32 kvadratkilometer vattenytor vilket ger det en sjöprocent på 3,9 procent.